# Tadanari Lee
Tadanari Lee (japonsko 李 忠成), japonski nogometaš, * 19. december 1985.
Za japonsko reprezentanco je odigral 11 uradnih tekem.